# Gueorgui Plekhanov
Georgi Valentinovitch Plekhanov (em em russo:  Георгий Валентинович Плеханов; Gudalovka, Oblast de Lipetsk, Rússia,  greg.  11 de dezembro/ jul.29 de novembro de 1856 — Terioki, Finlândia, atual Zelenogorsk, Rússia,  greg.  30 de maio/ jul.   17 de maio de 1918) foi um revolucionário, filósofo e teórico marxista russo.
Abandonou os estudos no Instituto de Mineralogia para dedicar-se ao movimento populista revolucionário. Líder da organização Terra e Liberdade, organizou uma dissidência quando o grupo passou a adotar práticas terroristas.
Ele foi um dos fundadores do movimento social-democrata na Rússia e foi um dos primeiros russos a se identificar como "marxista". Enfrentando perseguição política, Plekhanov emigrou para a Suíça em 1880, onde continuou a sua atividade política em tentar derrubar o regime czarista na Rússia. 
Durante a Primeira Guerra Mundial Plekhanov uniu-se à Tríplice Entente contra a Alemanha e voltou para sua casa na Rússia após a Revolução de Fevereiro de 1917. Plekhanov era hostil ao partido bolchevique liderado por Vladimir Lênin, e foi um opositor do regime soviético, que chegou ao poder em Outubro de 1917. 
Em seus trabalhos, O socialismo e a luta política (1883) e Nossas diferenças (1885), Plekhanov formulou as bases ideológicas do marxismo russo. Participou também das reflexões sobre a presença da arte e da religião na sociedade.
Com 61 anos, faleceu  de tuberculose em Terijoki e foi enterrado no cemitério de Volkovo em São Petersburgo, ao lado dos túmulos de Vissarion Belinsky e Nikolay Dobrolyubov. Apesar de sua oposição vigorosa e sincera ao partido político de Lênin, em 1917, Plekhanov foi tido em alta estima pelo Partido Comunista da União Soviética após a sua morte como um pai fundador do marxismo russo e pensador filosófico.

## Obras
- O socialismo e a luta política (1883)
- Anarquismo e Socialismo [12](1894)
- Nossas Diferenças (1895)
- Ensaio sobre o desenvolvimento e a concepção monista da História (1895)
- A concepção materialista da História (1897)
- As questões fundamentais do Marxismo. O Materialismo Militante .
- A arte e a vida social.(1912)